# ماسوایلر
ماسوایلر (به آلمانی: Maßweiler) یک شهر در آلمان است که در زودوستپفالتس واقع شده‌است. ماسوایلر ۱٬۱۳۲ نفر جمعیت دارد.